# Яковлева Антоніна Федорівна
Антоніна Федорівна Яковлева (1843 — 29.07(10.08) 1891) — український педагог, вчителька Харківської жіночої недільної школи Христини Данилівни Алчевської, організаторка народної освіти, бібліотекарка, одна із засновниць Харківської громадської бібліотеки, членкіня правління цієї установи (1888—1891).

## Життєпис
Антоніна Яковлева з 1880 року працювала вчителькою у Харківській жіночій недільній школі, заснованої Христиною Данилівною Алчевською. Піклувалася про педагогів, входила до складу правління Харківського товариства допомоги учительок та викладачок жіночої недільної школи.
В цей же час активно долучалася до процесу організації і створення Харківської громадської бібліотеки (ХГБ) (зараз Харківська державна наукова бібліотека імені В. Г. Короленка). Була присутня на урочистому відкритті бібліотеки 8 жовтня 1886 року.
Після відкриття бібліотеки Антоніна Яковлева працювала в ній на безоплатній основі. 20 листопада 1888 року Антоніна Яковлева була обрана членкинею правління ХГБ, ставши першою жінкою на цій посаді.  Брала участь у всіх урочистих заходах бібліотеки. Долучалася до багатьох організаційних і бібліотечних процесів у бібліотеці. Зокрема, вела касову книгу, складала щомісячні фінансові звіти для правління, які ніколи не викликали сумнівів. Щоденно проводила кілька годин в абонементному відділі, де не тільки керувала роботою працівників, але і сама виконувала замовлення користувачів та розв'язувала складні ситуації. Активно займалася комплектуванням фонду. З ініціативи Яковлевої була облаштована окрема кімната для наукових занять з необхідним письмовим приладдям.
Члени правління Харківської громадської бібліотеки цінили самовідданість Антоніни Яковлевої та її внесок у діяльність книгозбірні. Микола Сумцов відмічав старанність та наполегливість Антоніни Федорівни, називаючи її «хранителькою» бібліотеки. Дмитро Багалій вважав її «жінкою з золотим серцем», яка «скромно, тихо, непомітно … служила ідеї та просвіті».
Між тим у членів правління книгозбірні були й інші думки стосовно діяльності Антоніни Яковлевої. Так, Василь Данилевський відносив Яковлеву до тих членів правління, які «старанно воювали» з «дешевим абонементом» бібліотеки та пов'язував з її діяльністю перехід частини працівників абонемента до Харківського товариства грамотності.
Була одружена з Іваном Івановичем Яковлевим, головою правління Харківського товариства взаємного кредиту. Шлюб був бездітним, чоловік повністю матеріально забезпечував дружину, тому вона зосередилася на викладацькій та громадській роботі.
29 липня (10 серпня) 1891 року Антоніна Федорівна Яковлева померла. На думку Дмитра Багалія, вона передчасно померла, бо підірвала своє слабке здоров'я через активну роботу в книгозбірні.

## Вшанування пам'яті
У Харківській громадській бібліотеці вшанували пам'ять Антоніни Федорівни Яковлевої вивішенням її портрета в абонентській кімнаті.
Рішенням правління книгозбірні для студентів та вчителів було відкрито 15 безплатних абонементів «На пам'ять А. Ф. Яковлевої»; для харківських студентів пізніше кількість абонементів була збільшена.